# Festival Verano Naranja 2007
La IV versión del Festival Verano Naranja se realizó entre los días 7 y 13 de febrero de 2007 en el Estadio Regional de Antofagasta de la ciudad de Antofagasta en Chile. El evento fue desarrollado por la Municipalidad de Antofagasta, encabezada en ese entonces por el Alcalde Daniel Adaro, en el marco de la celebración del 128° Aniversario de la ciudad.

## Desarrollo

### Miércoles 7 de febrero (Día de las Raíces)
- Los Kjarkas
- / Joe Vasconcellos
- Bohemia Porteña (humoristas)
- Los Jaivas

### Jueves 8 de febrero (Día del Humor)
- Jorge Garrido y Marilú Cuevas ("El Candidato y la Lulú")
- Memo Bunke
- Benni
- Ernesto Belloni ("Che Copete")
- Claudio Valenzuela ("Cochiguaz")
- Los Picantes
- Marcela Toledo
- Tito Fernández "El Temucano"

### Viernes 9 de febrero (Día del Romanticismo)
- Pablo Herrera
- Los Iracundos
- Juan David Rodríguez
- Alberto Plaza
- Pablo Iglesias (humorista)
- Giolito y su Combo

### Sábado 10 de febrero (Día de la Juventud)
- Difuntos Correa
- Reggaeton Boys
- Sinergia
- Comando Reggaeton
- Arturo Ruíz-Tagle (humorista)
- Quique Neira

### Domingo 11 de febrero (Noche de los Trovadores)
- Fernando Ubiergo
- Eduardo Gatti
- Nito Mestre
- Congreso
- Turrón (humorista)
- Yerselito

### Lunes 12 de febrero (Día del Recuerdo)
- Luis Grillo
- Lucho Muñoz (Los Galos)
- Luis Dimas
- Lucho Barrios
- Bombo Fica (humorista)
- Leo Dan

### Martes 13 de febrero (Día de la Popularidad / Esperando el 14)
- Andrés de León
- Fernando Godoy (humorista)
- Roberto Bravo y  Victoria Foust
- Pablo Abraira
- Los Bunkers
- Tomo Como Rey